# Parafia św. Zygmunta Króla w Łosicach
Parafia Świętego Zygmunta w Łosicach – parafia rzymskokatolicka w dekanacie łosickim.

## Opis parafii

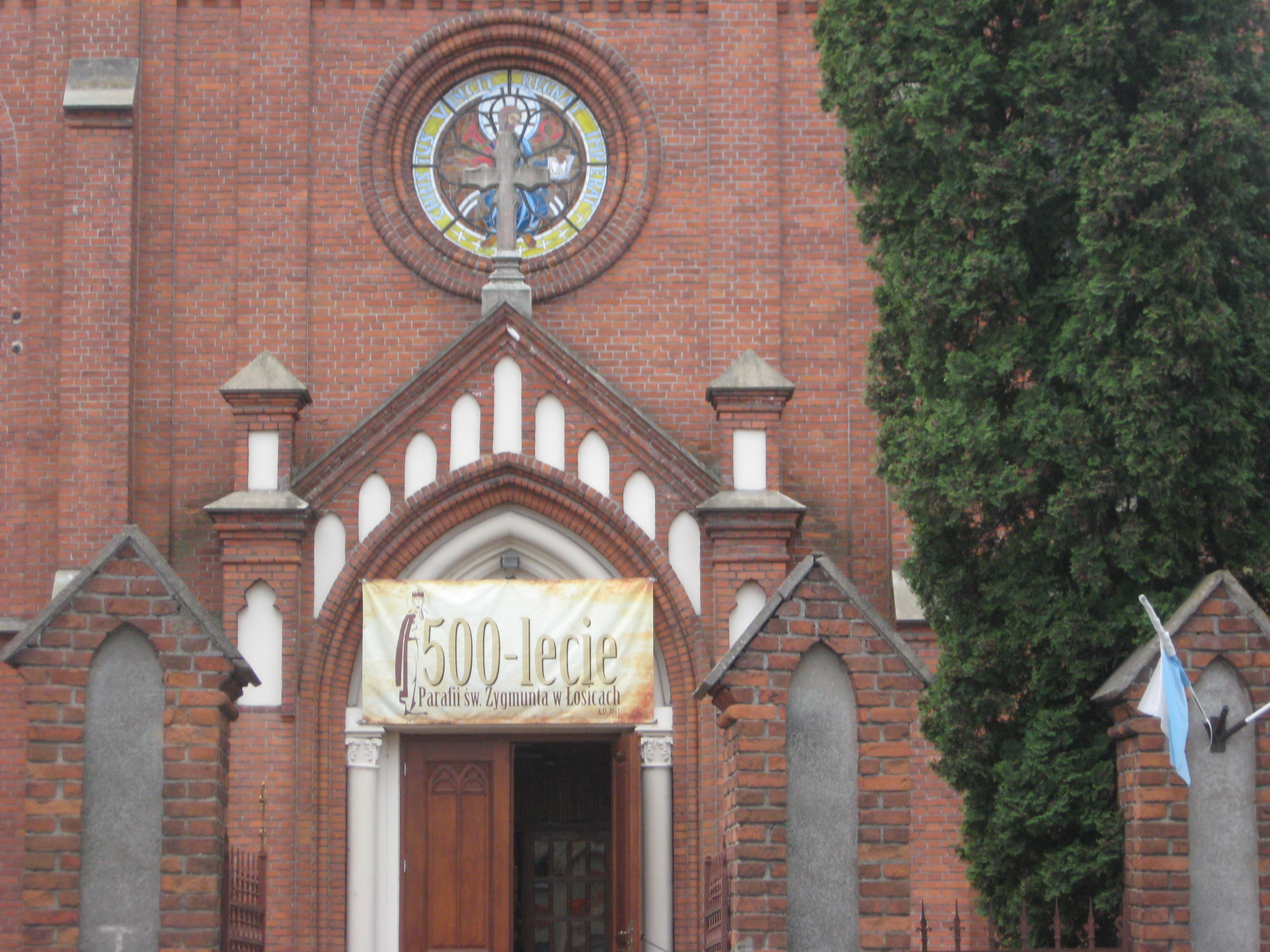
500-lecie parafii

Pierwszy kościół Św. Zygmunta w Łosicach został ufundowany przez króla Zygmunta Starego w 1511. Kościół ten przetrwał do początku XVIII w. Wówczas, z uwagi na upływ czasu (ponad 200 lat) oraz zniszczenia w wyniku licznych wojen prowadzonych na tym terenie, a szczególnie w latach 1656–1657 i w okresie wojny północnej (1700–1721), wymagał natychmiastowego gruntownego remontu. Dlatego dzięki fundacji starosty łosickiego Antoniego Miączyńskiego w latach 1731–1732 wzniesiono nowy drewniany kościół. Kościół ten spłonął w czasie wielkiego pożaru miasta w 1878 r.
Wówczas władze carskie nie zezwoliły na odbudowę świątyni i zlikwidowały parafię rzymskokatolicką w Łosicach, przyłączając ją do dotychczasowego kościoła filialnego w Hadynowie.
Dopiero w roku 1905 w wyniku ukazu tolerancyjnego były możliwe starania o wskrzeszenie skasowanej parafii. W ich wyniku po 28 latach odprawiono ponownie Mszę Świętą w tymczasowej kaplicy. W roku 1907 biskup lubelski Franciszek Jaczewski, odwiedził Łosice, gdzie poświęcił i wmurował kamień węgielny wznoszonego kościoła. Budowa nowego murowanego kościoła zaprojektowanego w stylu neogotyckim trwała do roku 1909.
Po wojnie w latach 50. zelektryfikowano kościół oraz dokonano gruntownego remontu dachu i wnętrza kościoła. W roku 1969 w wyniku uderzenia pioruna spłonął szczyt wieży kościelnej, a padający duży żelazny krzyż uszkodził dachówkę na kościele. Również świeżo odnowione wnętrze kościoła, w wyniku akcji gaśniczej uległo częściowemu zniszczeniu. W ciągu dwu lat usunięto zniszczenia, a także założono piorunochrony.
W 1994 r. odnaleziona została ikona Matki Bożej Przeczystej (z XVII wieku), czczona przez wieki w łosickiej cerkwi unickiej przez wiernych obu obrządków, a od 1915 r. uważana za zaginioną. Po potwierdzeniu autentyczności i zabiegach gruntownej konserwacji i renowacji, ikona została umieszczona w bocznym ołtarzu łosickiego kościoła.
W 1999 r. z dotychczasowego obszaru parafii wydzielono jej część i utworzono nową parafię pod wezwaniem Trójcy Świętej.
W roku 2011 parafia obchodziła jubileusz 500-lecia. Uroczystości 500-lecia parafii odbyły się w dniach 17–18 września.
Parafia posiada księgi metrykalne prowadzone w latach 1799–1877 oraz od roku 1907.Do parafii należy część Łosic oraz wsie: Chotycze, Chotycze-Kolonia, Jeziory, Meszki, Świniarów, Toporów.
Zespół kościoła parafialnego obejmujący: kościół, dwie kaplice, cmentarz przykościelny, oraz ogrodzenie z bramą jest wpisany do rejestru zabytków woj. mazowieckiego pod nr A-188. Na cmentarzu przykościelnym znajduje się grób biskupa Franciszka Lewińskiego proboszcza parafii w latach 1827–1854.